# Джо Аласки
Джоузеф Франсис „Джо“ Аласки (на английски: Joseph Francis „Joe“ Alaskey) е американски актьор, комик и озвучаващ артист.

## Биография
Роден е на 17 април 1952 г.
Той е сред наследниците на Мел Бланк в озвучаването на Бъгс Бъни, Дафи Дък, Силвестър, Туити и други герои от поредицата „Шантави рисунки“. През 2004 г. Аласки печели наградата Еми за работата си по анимационния сериал „Дък Доджърс“ в категорията Най-добро изпълнение в анимационно предаване.
Умира от рак на 3 февруари 2016 г.